# مسعود غنايم
مسعود غنايم (بالعبرية: מסעוד גנאים) سياسي من عرب إسرائيل، شغل سابقا منصب عضو في الكنيست عن الحركة الإسلامية الجناح الجنوبي ضمن القائمة المشتركة.
ولد مسعود غنايم في 14 فبراير 1965، في مدينة سخنين العربية في إسرائيل، والتي أتم فيها دراسة المرحلتين الابتدائية والثانوية. حاصل على لقب أول في تاريخ الشرق الأوسط من جامعة حيفا، وعمل مدرساً للتاريخ في ثانوية سخنين. متزوج وله 3 أولاد.
ترأس الحركة الإسلامية في سخنين بين أعوام 2000 و2007، كما وشغل منصبي عضو اللجنة الشعبية، ومدير المركز الثقافي سخنين بين أعوام 1999 و2001. كان عضو بلدية سخنين بين أعوام 2003 و2005. وصل مسعود غنايم إلى الكنيست لأول مرة في انتخابات عام 2009، عن الحركة الإسلامية- الجناح الجنوبي، ضمن القائمة العربية الموحدة، واعيد انتخابه لدورتي الكنيست أعوام 2013 و2015.
في الكنيست شغل مناصب عديدة من بينها عضو لجنة المعارف في الكنيست منذ عام 2009 ، ورئيس لوبي مكافحة العنف في المجتمع العربي، ولوبي تطوير التعليم العربي في الكنيست.
أعلن عدم خوضه انتخابات عام 2019، فيما ترشح د. منصور عباس لرئاسة الحركة.